# Mesarci
Mesarci (en serbe cyrillique : Месарци) est un village de Serbie situé dans la municipalité de Vladimirci, district de Mačva. Au recensement de 2011, il comptait 485 habitants.

## Démographie
| 1948 | 1953 | 1961 | 1971 | 1981 | 1991 | 2002 | 2011 |
| ---- | ---- | ---- | ---- | ---- | ---- | ---- | ---- |
| 897  | 917  | 845  | 766  | 736  | 653  | 592  | 485  |

|  |